# Территория Алабама
Территория Алабама (англ. Territory of Alabama) — инкорпорированная организованная территория США, существовавшая с 15 августа 1817 года по 14 декабря 1819 года.
В 1798 году на землях, ранее полученных от Испании, была создана Территория Миссисипи. В 1812 году во время англо-американской войны американцы оккупировали и аннексировали Округ Мобил, включавший в себя земли Западной Флориды между реками Перл и Пердидо, заявив, что эти земли были частью Луизианской покупки; они также были включены в состав Территории Миссисипи. В результате Территория Миссисипи получила выход к Мексиканскому заливу.
3 марта 1817 года Конгресс США принял акт, в соответствии с которым Территория Миссисипи делилась пополам линией, проходящей с севера на юг; он должен был вступить в силу после того, как западная часть примет свою Конституцию. Это произошло в августе, и 15 августа 1817 года восточная часть Территории Миссисипи стала отдельной Территорией Алабама, а западная часть в декабре вошла в состав США в качестве штата.
Временной столицей Территории Алабама стал Сент-Стефенс на реке Томбигби. Губернатором территории президент Джеймс Монро назначил Уильяма Уайатта Бибба, бывшего сенатора от штата Джорджия.
14 декабря 1819 года Алабама вошла в состав США в качестве штата.